# فنسکالین
فنسکالین (به انگلیسی: Phenescaline) با فرمول شیمیایی C۱۸H۲۳NO۳ یک ترکیب شیمیایی است. که جرم مولی آن ۳۰۱٫۳۸۰ g/mol می‌باشد. 